# Maurice Gibb
Maurice Ernest Gibb (født 22. december 1949, død 12. januar 2003) var en britisk musiker. Han blev kendt som medlem af popgruppen Bee Gees. selv om hans ældre bror Barry Gibb og tvillingebror Robin Gibb var gruppens primære forsangere, indeholdt de fleste af gruppens album en eller to sange, hvor Maurice var forsanger, som eksempelvis på sangene "Lay It on Me", "Country Woman" og "On Time".
Gibb begyndte sin musikalske karriere i 1955 i Manchester i England, hvor han i en alder af seks år indgik i skiffle-rock and roll gruppen The Rattlesnakes, der senere blev til Bee Gees i 1958, hvor familien flyttede til Australien. De vendte senere tilbage til England, hvor de opnåede berømmelse.